# La Lande-de-Lougé
La Lande-de-Lougé is een gemeente in het Franse departement Orne (regio Normandië) en telt 50 inwoners (2009). De plaats maakt deel uit van het arrondissement Argentan.

## Geografie
De oppervlakte van La Lande-de-Lougé bedraagt 5,0 km², de bevolkingsdichtheid is dus 10 inwoners per km².
De onderstaande kaart toont de ligging van La Lande-de-Lougé met de belangrijkste infrastructuur en aangrenzende gemeenten.

## Demografie
Onderstaande figuur toont het verloop van het inwonertal (bron: INSEE-tellingen).